# دریفوس ۶۳۱۷
سیارک ۶۳۱۷ (به انگلیسی: 6317 Dreyfus، نامگذاری:1990UP3) شش هزار و سیصد و هفدهمین سیارک کشف شده‌است که در ۱۶ اکتبر ۱۹۹۰ کشف شد.
قدر مطلق سیارک برابر ۱۳٫۹۰ است.